# Solomons (Maryland)
Solomons es un lugar designado por el censo ubicado en el condado de Calvert en el estado estadounidense de Maryland. En el año 2010 tenía una población de 2368 habitantes y una densidad poblacional de 430,55 personas por km².

## Geografía
Solomons se encuentra ubicado en las coordenadas 
38°20′11″N 76°27′51″O / 38.33639, -76.46417.

## Demografía
Según la Oficina del Censo en 2000 los ingresos medios por hogar en la localidad eran de $71.635 y los ingresos medios por familia eran $98.914. Los hombres tenían unos ingresos medios de $80.179 frente a los $84.196 para las mujeres. La renta per cápita para la localidad era de $45.255. Alrededor del 0.9% de la población estaba por debajo del umbral de pobreza.

## Galería de imágenes

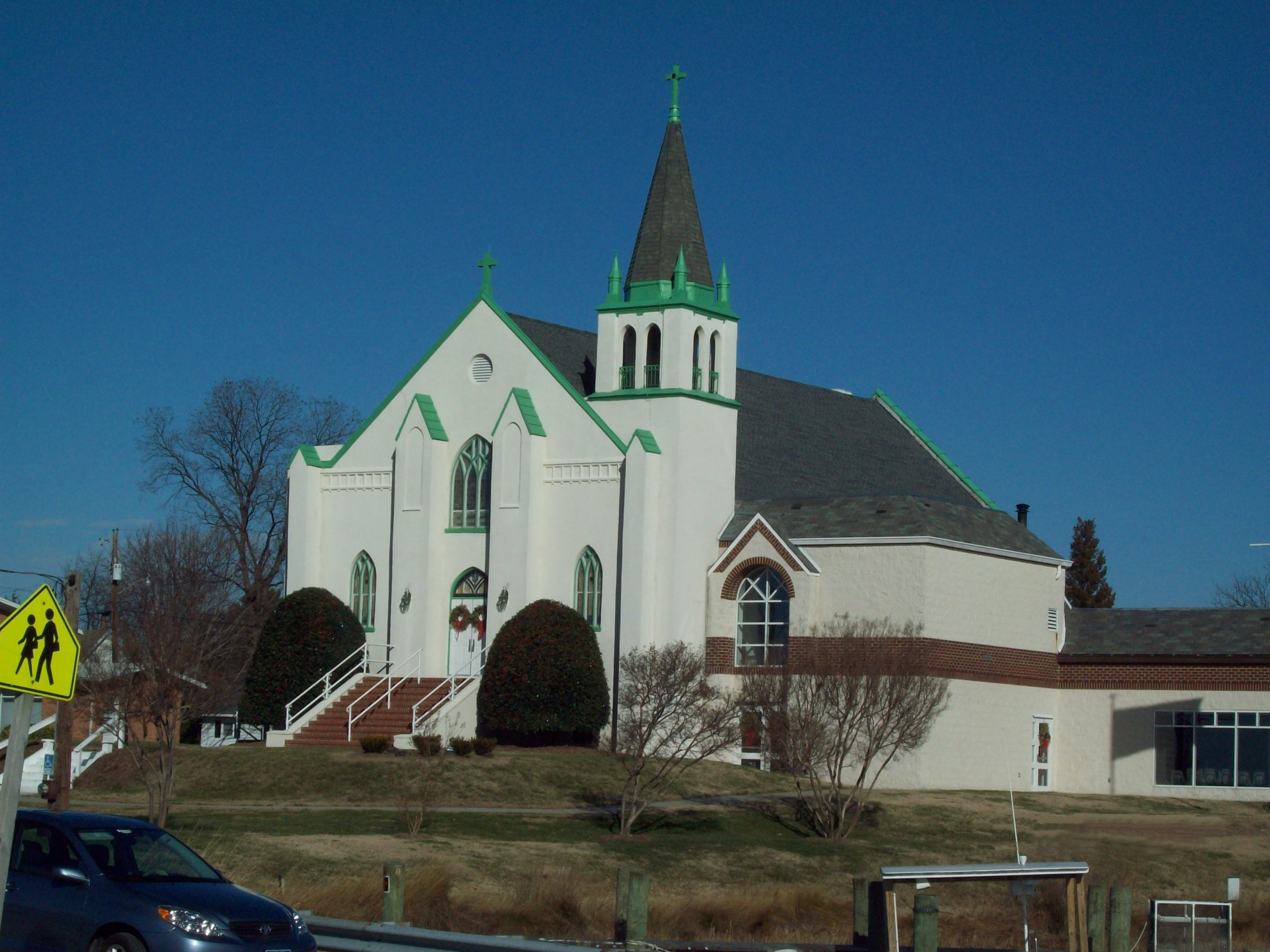
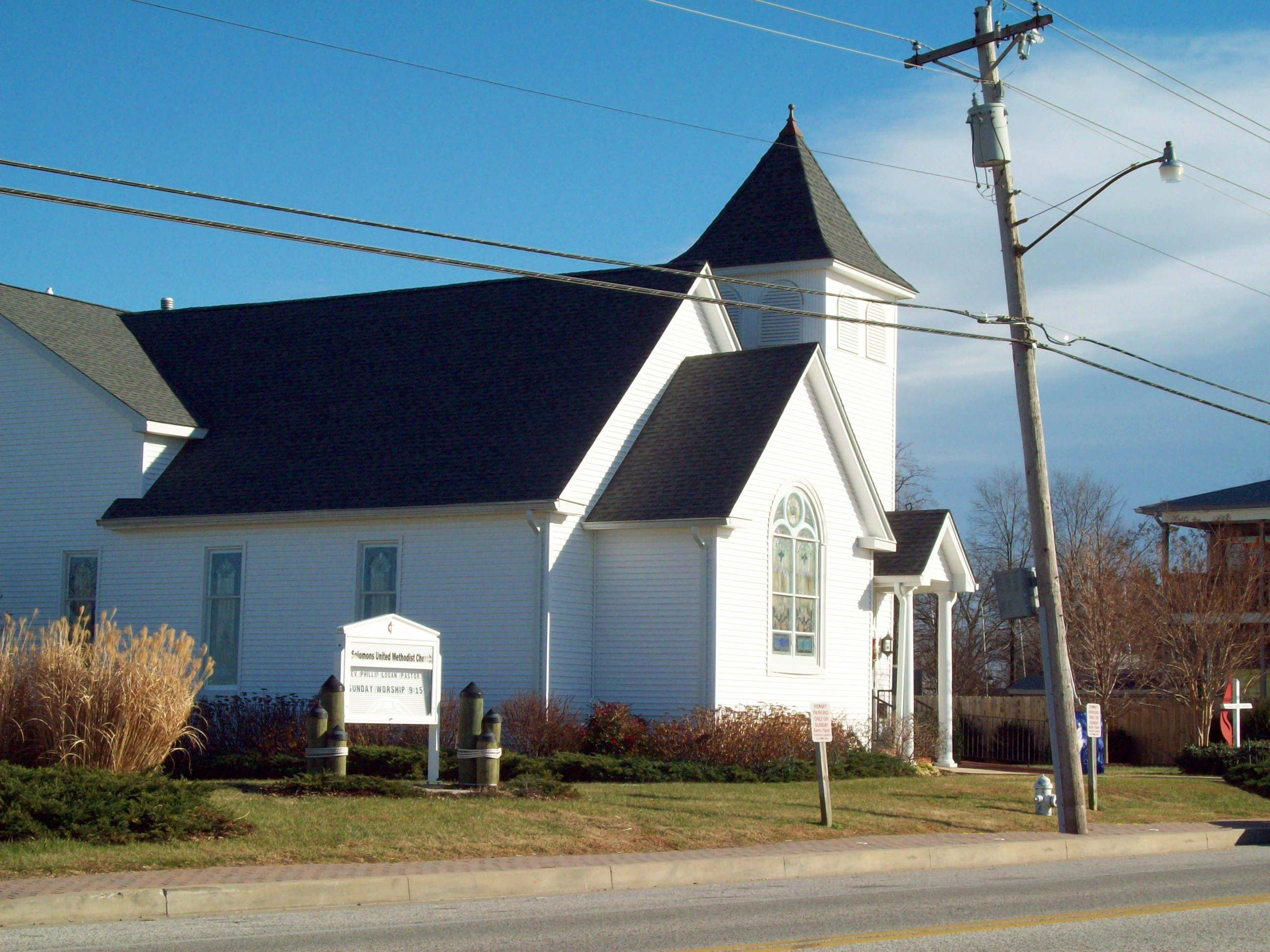
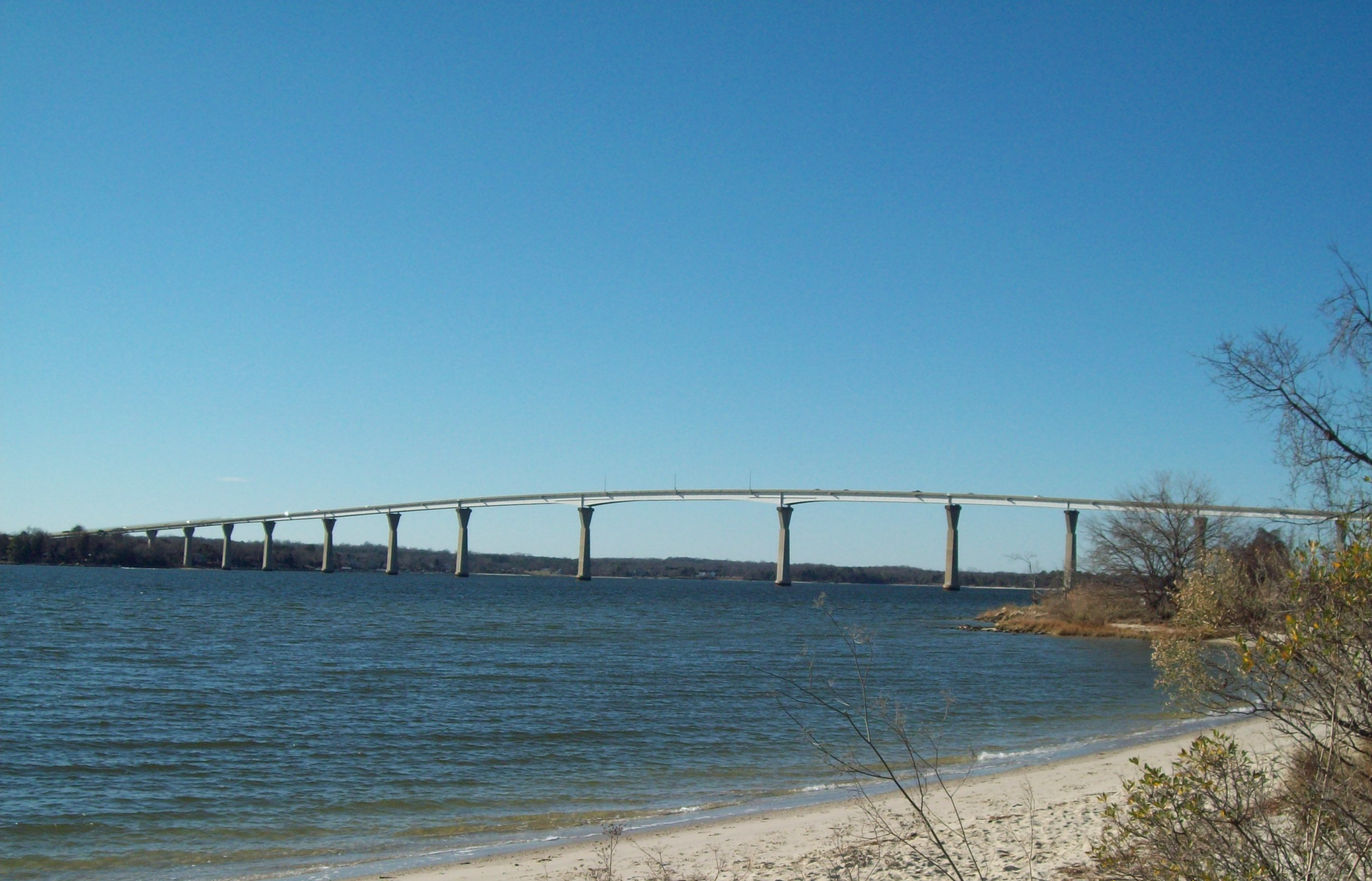
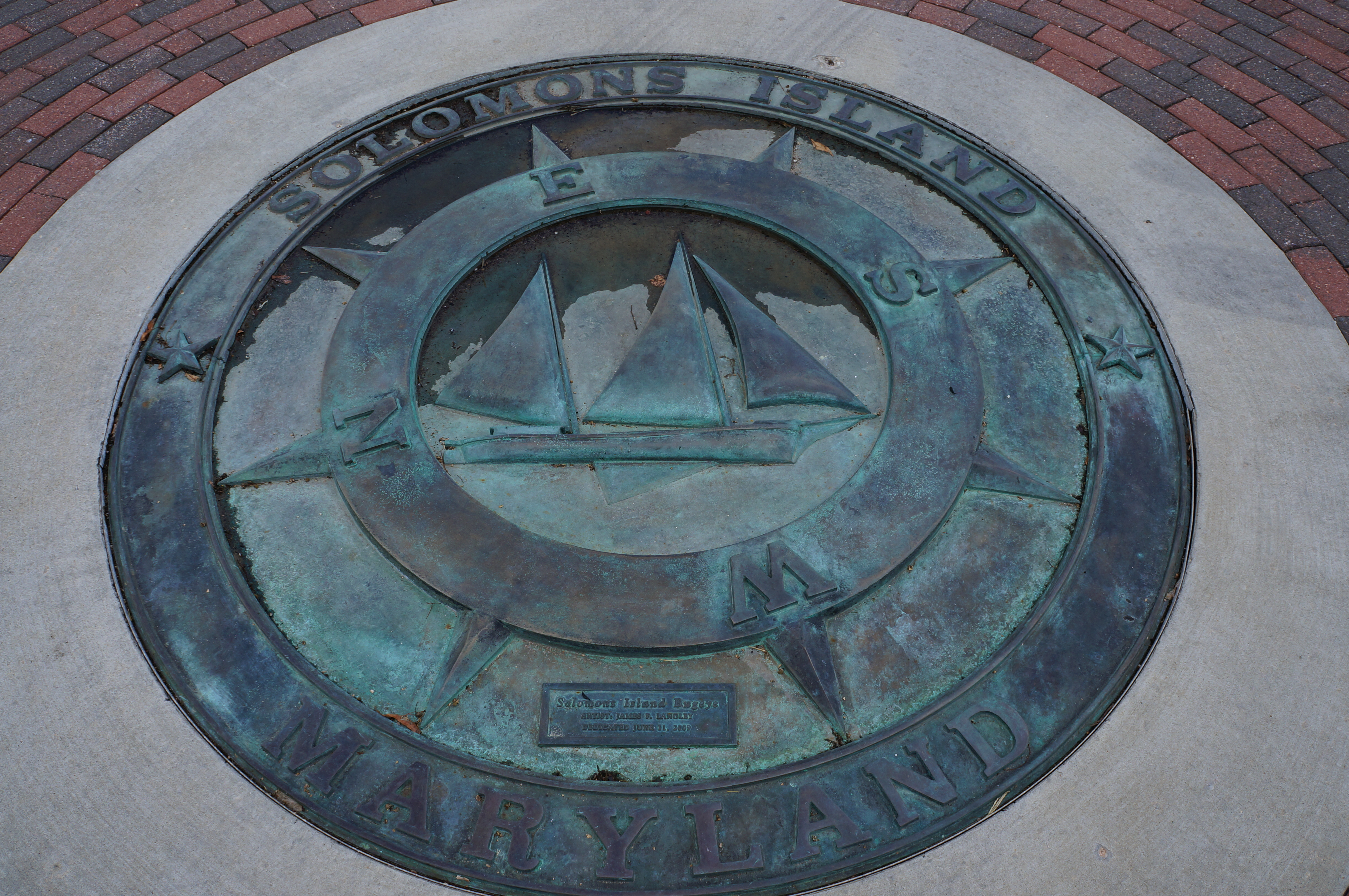
Placa de la Isla Solomon, Maryland.